# Headlong
Headlong è un singolo del gruppo musicale britannico Queen, pubblicato il 13 maggio 1991 come terzo estratto dal quattordicesimo album in studio Innuendo.

## Descrizione
Terza traccia dell'album, il brano è stato scritto originariamente da Brian May e destinato a comparire nel suo album da solista Back to the Light. May si convinse a renderlo dei Queen solo dopo averlo sentito cantare da Freddie Mercury, con un'interpretazione che lo colpì molto positivamente.
Il brano è stato inizialmente pubblicato il 14 gennaio 1991 negli Stati Uniti d'America al posto di Innuendo (singolo apripista nel resto del mondo), venendo messo in commercio nel Regno Unito soltanto quattro mesi più tardi. Negli Stati Uniti raggiunse il terzo posto della classifica Mainstream Rock Songs.

## Video musicale
Il videoclip di Headlong è uno degli ultimi dei Queen in cui si vede Freddie Mercury, gravemente malato di AIDS ai tempi.
Girato prima rispetto a quello di I'm Going Slightly Mad, il video mostra la band in studio di registrazione mentre esegue il brano, in un allestimento simile a quello di un palcoscenico, e dove si divertono insieme. La versione di Headlong nel video include una sezione extra di 5 secondi poco dopo il secondo ritornello, finora mai pubblicato in qualsiasi formato audio.
Le scene in cui la band esegue il brano (con Mercury che indossa un maglione giallo) furono girate nell'aprile del 1990, mentre le altre riprese (Mercury che indossa due diversi abbigliamenti blu) furono effettuate alla fine del 1990 ai Metropolis Studios di Londra (le riprese in cui Mercury veste una camicia blu con una cravatta risalgono all'autunno del 1990 — da notare l'aspetto del cantante in condizioni più sane; quelle in cui Mercury appare in camicia blu con un giubbotto scuro, invece, sono del novembre 1990 — con un aspetto del cantante leggermente più scarno in viso e in collo). L'esterno dei Metropolis Studios viene mostrato all'inizio e alla fine del video. Questo fu l'ultimo clip con Freddie Mercury realizzato a colori, dato che i successivi I'm Going Slightly Mad e These Are the Days of Our Lives furono registrati in bianco e nero.
In alcune scene del videoclip, si vede Brian May indossare una maglia con sopra Bart Simpson, un riferimento alla serie televisiva I Simpson, che iniziava ad acquisire popolarità proprio in quel periodo.

## Tracce
Testi e musiche dei Queen, eccetto dove indicato.
CD singolo (Regno Unito), 12" (Regno Unito)
1. Headlong – 4:30
2. All God's People – 4:20 (Queen, Mike Moran)
3. Mad the Swine – 3:19 (Freddie Mercury)

7" (Regno Unito), MC (Regno Unito)
- Lato A

1. Headlong – 4:30

- Lato B

1. All God's People – 4:20 (Queen, Mike Moran)

CD singolo (Giappone)
1. Headlong – 4:39
2. Mad the Swine – 3:21 (Freddie Mercury)
3. Lost Opportunity – 3:52

7" (Australia, Francia)
- Lato A

1. Headlong – 4:38

- Lato B

1. The Hitman – 4:56

CD promozionale (Stati Uniti)
1. Headlong (Radio Edit) – 3:47
2. Headlong – 4:38
3. Under Pressure – 4:04 (Queen, David Bowie)

MC (Stati Uniti)
- Lato A

1. Headlong – 3:48 – versione radiofonica

- Lato B

1. Under Pressure – 4:05 (Queen, David Bowie)

## Formazione
Gruppo
- Freddie Mercury – voce principale
- Brian May – chitarra, tastiera, pianoforte, programmazione, armonie, voce
- John Deacon – basso
- Roger Taylor – batteria, percussioni, armonie, voce

Altri musicisti
- David Richards – programmazione

Produzione
- Queen – produzione
- David Richards – produzione, ingegneria del suono
- Kevin Metcalf – mastering

## Classifiche
| Classifica (1991)             | Posizione massima |
| ----------------------------- | ----------------- |
| Canada                        | 25                |
| Irlanda                       | 25                |
| Paesi Bassi                   | 43                |
| Regno Unito                   | 14                |
| Stati Uniti (mainstream rock) | 3                 |